# Éternel Tourment
Pour plus de détails, voir Fiche technique et Distribution.
Éternel Tourment (Cass Timberlane) est un film américain réalisé par George Sidney, sorti en 1947.

## Synopsis
Juge dans une petite ville du Minnesota, Cass Timberlane rencontre Virginia Marshlan, une jeune fille issue d'un milieu modeste. Une histoire d'amour naît entre eux. Le couple est heureux jusqu'à la mort de leur premier bébé. Dépressive, Virginia rencontre Bradd Criley, un avocat qui fut l'ami de son mari. Tous les deux débutent une liaison ensemble mais, prise de remords et abandonnée par ce dernier, retourne dans les bras de son époux qui lui pardonne son aventure extra-conjugale.

## Fiche technique
- Titre : Éternel Tourment
- Titre original : Cass Timberlane
- Réalisation : George Sidney
- Scénario : Donald Ogden Stewart d'après un roman de Sinclair Lewis
- Adaptation : Donald Ogden Stewart et Sonya Levien
- Production : Arthur Hornblow Jr.
- Société de production : MGM
- Image : Robert H. Planck
- Montage : John D. Dunning
- Musique : Roy Webb
- Direction artistique : Daniel B. Cathcart et Cedric Gibbons
- Costumes : Irene et Helen Scovil
- Pays :  États-Unis
- Langue : anglais
- Format : noir et blanc – 35 mm – 1,37:1 – mono (Western Electric Sound System)
- Genre : Drame romantique
- Durée : 119 minutes
- Date de sortie :
  - États-Unis : 6 novembre 1947

## Distribution
- Spencer Tracy : Cass Timberlane
- Lana Turner (VF : Denise Bosc) : Virginia Marshland
- Zachary Scott : Bradd Criley
- Tom Drake : Jamie Wargate
- Mary Astor : Queenie Havock
- Albert Dekker : Boone Havock
- Margaret Lindsay : Chris Grau
- Rose Hobart : Diantha Marl
- John Litel : Webb Wargate
- Mona Barrie : Avis Elderman
- Josephine Hutchinson : Lillian Drover
- Selena Royle : Louise Wargate
- Frank Wilcox : Gregg Marl
- Richard Gaines : Dennis Thane
- John Alexander : Dr Roy Drover
- Cameron Mitchell : Eino Roskinen
- Howard Freeman : Hervey Plint
- Almira Sessions : Tilda Hatter

## Autour du film
- Tournage du 29 mars 1947 au 22 juillet 1947 à Los Angeles en Californie et dans les studios d'Hollywood[1].
- La MGM acheta pour 150 000 dollars les droits d'adaptation de l’œuvre de Sinclair Lewis[2].
- Le film engrangea un profit de 3 983 000 dollars aux États-Unis et au Canada et 1 203 000 dollars dans le reste du monde[3].
- Walter Pidgeon était initialement pressenti pour jouer le rôle de Cass Timberlane. Il fera finalement une courte apparition dans le film[4].

- Spencer Tracy affirma son désaccord, concernant le choix du réalisateur George Sidney. Il espérait être dirigé par George Cukor ou Vincente Minnelli. Il s'était accordé 12 semaines de pause pour se préparer à ce rôle durant lequel, il prit congé de Katharine Hepburn, retenue pour un projet, et profita de son absence pour reprendre discrètement sa liaison amoureuse avec Myrna Loy qui était venue lui rendre visite dans sa chambre d'hôtel privée après avoir salué son ex-époux Arthur Hornblow Jr qui produisait le film. Il rajouta 6 semaines de vacances supplémentaires qu'il avait négociées avec la MGM avant de débuter n'importe quel tournage[5],[6],[7],[8].
- Jennifer Jones, Vivien Leigh et Virginia Grey étaient pressenties pour le rôle de Virginia Marshland avant que Lana Turner ne fut retenue[9].
- Le film figure parmi les meilleures audiences de l'année 1948[10].
- Le film est présenté comme une critique de la bourgeoisie[11].

- La première projection du film fut organisée autour d'une œuvre de charité pour la Clinique John Tracy pour enfants malentendants, fondée par Louise Tracy - la femme de Spencer Tracy - en référence à son propre fils John, atteint de surdité[2].
- Adapté en 1953 à la télévision dans le cadre d'une pièce télévisée[12].